# Schwarze Wand (Venedigergruppe)
Die Schwarze Wand, früher auch Krystallkopf genannt, ist ein 3511 Meter, laut österreichischem Bundesamt für Eich- und Vermessungswesen 3503 Meter, hoher Berg im Mittleren Tauernhauptkamm. Dieser Kamm liegt in den Hohen Tauern, einem Teil der Zentralalpen im Osten des österreichischen Bundeslandes Tirol. Die Schwarze Wand ist der vierthöchste Berg der Venedigergruppe und liegt in der Gletscherregion Hohes Gletscherdach. Zuerst bestiegen wurde sie, nicht gesicherten Angaben zufolge, im Jahre 1864 durch den Baron Robert von Lendenfeld und den Bergführern Urban Steiner und Balthasar Ploner aus Prägraten am Großvenediger. Die Südseite des Berges ist bis kurz unter dem Gipfel von einem flach geneigten Gletscher bedeckt und leicht zu besteigen. Die Nordwand hingegen, die eigentliche Schwarze Wand, ist über 300 Meter hoch und nur in schwerer Alpinkletterei zu besteigen. Touren durch diese Wand wurden erst seit Mitte der 1920er Jahre unternommen.

## Umgebung
Der Berg ist rundum vom spaltenreichen Schlatenkees umgeben. Im Süden nahe dem Gipfel liegt die Eisscheide, die das Schlatenkees vom Äußeren Mullwitzkees trennt. Benachbarte Berge sind im Südwesten das 3560 Meter hohe Rainerhorn in einer Entfernung von gut 500 Metern und im Südosten, 700 Meter entfernt, der Hohe Zaun mit 3457 Metern Höhe. Der höchste Berg der Gegend, der Großvenediger (3657 m) liegt zwei Kilometer entfernt in westlicher Richtung. Die nächste bedeutende Siedlung ist Innergschlöß im Gschlößtal, das etwa acht Kilometer Luftlinie in ostnordöstlicher Richtung liegt. Prägraten, der Ausgangspunkt für Besteigungen der Schwarzen Wand, liegt 10 km südlich.

## Stützpunkte und Besteigung
Die Schwarze Wand ist nur über Gletscher als sogenannte Hochtour erreichbar. Das heißt, dass eine für Gletscherbegehungen angemessene Ausrüstung und Erfahrung erforderlich ist. Für eine Besteigung des Berges dient das auf 2962 Metern Höhe gelegene Defreggerhaus nördlich oberhalb von Hinterbichl als Stützpunkt. Der Normalweg auf den Gipfel führt über den Südwestkamm. Von der Hütte aus verläuft der Weg in nördlicher Richtung über den Grat Mullwitzaderl und das obere Äußere Mullwitzkees bis zum Gletschersattel Schwarz-Wand-Törl auf 3495 m, zwischen Schwarzer Wand und Rainerhorn. Die Gehzeit beträgt, laut Literatur gut zwei Stunden. Die Schwarze Nordwand hingegen ist nur mit sehr schwieriger Alpinkletterei zu begehen. Laut Literatur beträgt der Schwierigkeitsgrad der Nordostpfeilerroute, 1928 eröffnet, nach UIAA V- bei etwa 300 Höhenmetern. Über die bis 60° geneigte Eisschlucht, die zuerst 1926 begangen wurde, liegen keine genauen Angaben vor.